# Spicks and Specks
Spicks and Specks è il secondo album in studio del gruppo britannico dei Bee Gees,  pubblicato nel 1966.

## Tracce

### Lato 1
1. Monday's Rain – 2:58
2. How Many Birds – 1:57
3. Playdown – 2:54
4. Second Hand People – 2:10
5. I Don't Know Why I Bother With Myself – 2:43
6. Big Chance – 1:40

### Lato 2
1. Spicks and Specks – 2:52
2. Jingle Jangle – 2:10
3. Tint of Blue – 2:05
4. Where Are You – 2:10
5. Born a Man – 3:10
6. Glass House – 2:25

## Formazione

### Gruppo
- Barry Gibb – voce, cori, chitarra acustica
- Robin Gibb – voce, cori, armonica a bocca
- Maurice Gibb – voce, cori, chitarra acustica, basso

### Altri musicisti
- John Robinson – basso
- Steve Kipner – voce, cori
- Colin Petersen – batteria
- Russell Barnsley – batteria
- Geoff Grant – tromba